# Carlos González Cabrera
Carlos González (12 de abril de 1935) é um ex-futebolista mexicano que competiu na Copa do Mundo FIFA de 1958.